# Simone Buti
Simone Buti (ur. 19 września 1983 w Fucecchio) – włoski siatkarz grający na pozycji środkowego. 

## Sukcesy klubowe
Puchar Włoch w Serie A2:
- 2008

Memoriał Zdzisława Ambroziaka:
- 2013

Mistrzostwo Włoch:
- 2014, 2016
- 2017

Liga Mistrzów:
- 2017

Puchar Challenge:
- 2019

## Sukcesy reprezentacyjne
Memoriał Huberta Jerzego Wagnera:
- 2011

Mistrzostwa Europy:
- 2011
- 2015

Liga Światowa:
- 2014

Puchar Świata:
- 2015

Igrzyska Olimpijskie:
- 2016

Puchar Wielkich Mistrzów:
- 2017

## Nagrody indywidualne
- 2013: Najlepszy serwujący Memoriału Zdzisława Ambroziaka